# Dutywa
Dutywa er en by i provinsen Eastern Cape i Sydafrika, tidligere del af bantustanet Transkei. Navnet betyder "stedet for uorden"  og er fødestedet til Thabo Mbeki som blev præsident i Sydafrika i 1999 .
Byen blev grundlagt som et militært fort efter en konflikt mellem en plyndringsgruppe fra KwaZulu-Natal og lokalbefolkningen 